# Porto Belo
Porto Belo là một đô thị thuộc bang Santa Catarina, Brasil. Đô thị này có diện tích 92,762 km², dân số năm 2007 là 13301 người, mật độ 145,3 người/km².